# Gareth Roberts (Mathematiker)
Gareth Owen Roberts (* 1964) ist ein britischer Mathematiker, der sich mit Stochastik befasst.
Roberts studierte an der Universität Oxford (Jesus College) und wurde 1988 bei Saul Jacka an der University of Warwick promoviert (Some boundary hitting problems for diffusion processes). Er war an der University of Nottingham, Cambridge und Lancaster und ist Professor an der University of Warwick.
Er ist ein Experte für Markow-Ketten und ihre Stabilität und Markov Chain Monte Carlo Methode (MCMC).
Roberts erhielt 1999 den  Rollo-Davidson-Preis. 2013 wurde er Fellow der Royal Society. 2008 erhielt er die Guy Medal in Silber. Seit 2010 ist er Herausgeber des Journal of the Royal Statistical Society (Serie B).